# دمچه‌داران
دمچه‌داران (به لاتین: Pygostylia) گروهی از پرندگان هستند که شامل کنفوسیوس‌مرغان و همه گونه‌های پیشرفته‌تر پرنده‌سینگان است.
دمچه‌داران با توجه به شکل داشتن «دمچه»، به دو گروه مجزا تقسیم می‌شوند. پرنده‌سینگان دارای یک دمچه به شکل گاوآهن هستند، در حالی که اعضای اولیه‌تر دارای دمچه میله‌ای شکل درازتر بودند.